# Agnieszka Sałamaszyńska-Guz
Agnieszka Sałamaszyńska-Guz – polska doktor habilitowany nauk weterynaryjnych, adiunkt w Szkole Głównej Gospodarstwa Wiejskiego w Warszawie, specjalistka od biologii molekularnej, genetyki bakteryjnej oraz mikrobiologii weterynaryjnej.

## Kariera naukowa
W 2006 roku w Szkole Głównej Gospodarstwa Wiejskiego w Warszawie uzyskała stopień doktora nauk weterynaryjnych na podstawie rozprawy pt. Charakterystyka funkcjonalna genów Campulobacter jejuni posiadających ortologi w genomie helicobacter pylori i Brachyspira sp., której promotorem była Danuta Klimuszko. W 2007 roku została zatrudniona na tejże uczelni, a w 2024 roku uzyskała na niej stopień doktora habilitowanego nauk weterynaryjnych na podstawie pracy pt. Określenie wpływu metylacji rybosomalnego RNA na wirulencję Campylobacter jejuni.